# Historique de la draft des Warriors de Golden State
Le tableau suivant établit l'historique des sélections de la draft des Warriors de Golden State, au sein de la National Basketball Association (NBA) depuis 1947. 

## Légende
|  | Joueur intronisé au Basketball Hall of Fame          |
|  | Joueur sélectionné en premier choix lors de sa draft |
|  | Joueur ayant participé au NBA All-Star Game          |

## Sélections

### Warriors de Golden State (1971-)

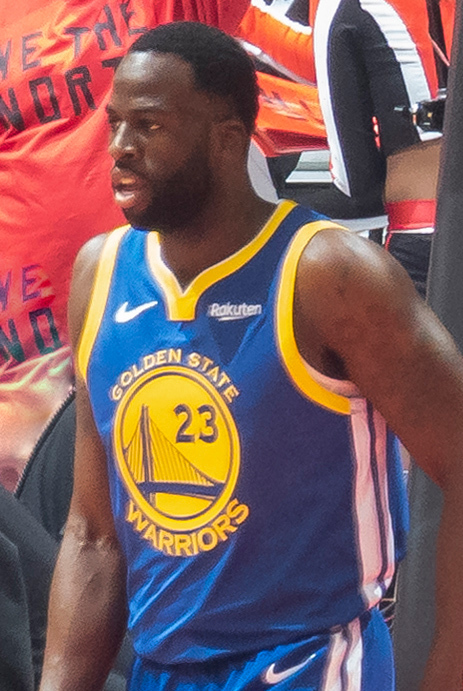
Draymond Green, sélectionné en 2012.

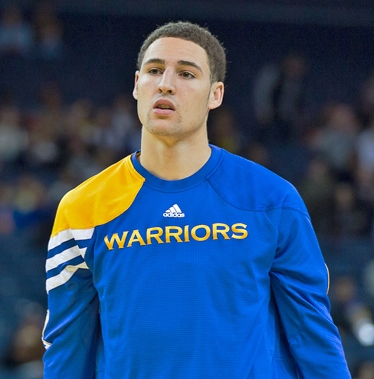
Klay Thompson, sélectionné en 2011.

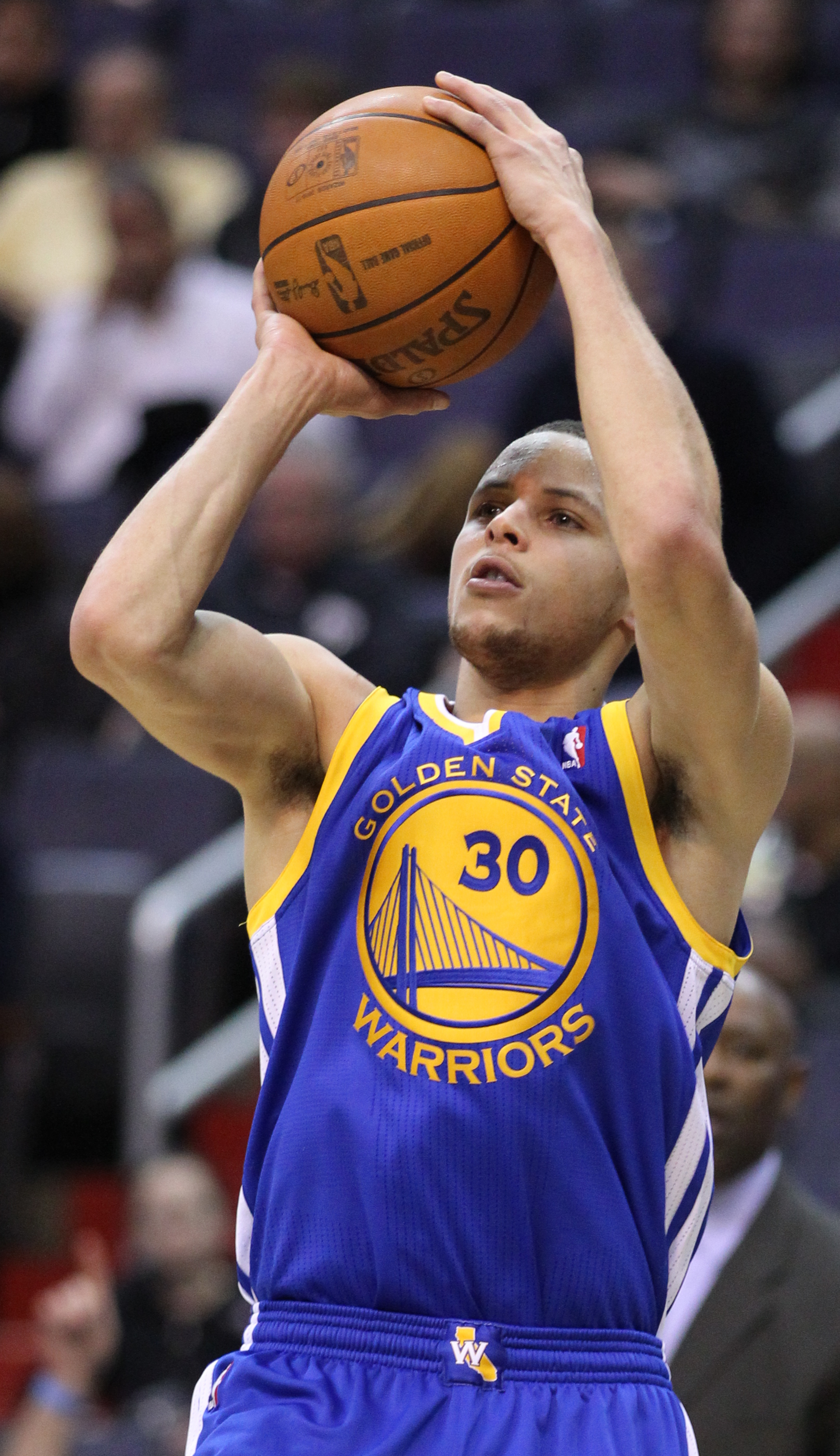
Stephen Curry, sélectionné en 2009.

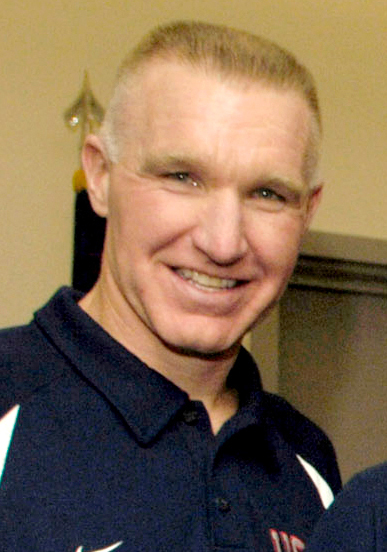
Chris Mullin, sélectionné en 1985.

| Année | Tour | Choix | Nom du joueur        | Provenance                                                 |
| ----- | ---- | ----- | -------------------- | ---------------------------------------------------------- |
| 2024  | 2    | 52    | Quinten Post         | Eagles de Boston College                                   |
| 2023  | 1    | 19    | Brandin Podziemski   | Broncos de Santa Clara                                     |
| 2022  | 1    | 28    | Patrick Baldwin Jr.  | University of Wisconsin                                    |
| 2022  | 2    | 51    | Tyrese Martin        | Huskies du Connecticut                                     |
| 2022  | 2    | 55    | Gui Santos           | Minas                                                      |
| 2021  | 1    | 7     | Jonathan Kuminga     | NBA G League Ignite                                        |
| 2021  | 1    | 14    | Moses Moody          | University of Arkansas                                     |
| 2020  | 1    | 2     | James Wiseman        | University of Memphis                                      |
| 2020  | 2    | 48    | Nico Mannion         | University of Arizona                                      |
| 2020  | 2    | 51    | Justinian Jessup     | Boise State University                                     |
| 2019  | 1    | 28    | Jordan Poole         | University of Michigan                                     |
| 2019  | 2    | 39    | Alen Smailagić       | Santa Cruz Warriors                                        |
| 2019  | 2    | 41    | Eric Paschall        | Villanova University                                       |
| 2018  | 1    | 28    | Jacob Evans          | University of Cincinnati                                   |
| 2017  | 2    | 38    | Jordan Bell          | University of Oregon                                       |
| 2016  | 1    | 30    | Damian Jones         | Vanderbilt University                                      |
| 2016  | 2    | 38    | Patrick McCaw        | University of Nevada, Las Vegas                            |
| 2015  | 1    | 30    | Kevon Looney         | University of California, Los Angeles                      |
| 2012  | 1    | 7     | Harrison Barnes      | University of North Carolina                               |
| 2012  | 1    | 30    | Festus Ezeli         | Vanderbilt University                                      |
| 2012  | 2    | 35    | Draymond Green       | Michigan State University                                  |
| 2012  | 2    | 52    | Ognjen Kuzmić        | Clinicas Rincón (Espagne)                                  |
| 2011  | 1    | 11    | Klay Thompson        | Washington State University                                |
| 2011  | 2    | 44    | Charles Jenkins      | Hofstra University                                         |
| 2010  | 1    | 6     | Ekpe Udoh            | Baylor University                                          |
| 2009  | 1    | 7     | Stephen Curry        | Davidson College                                           |
| 2008  | 1    | 14    | Anthony Randolph     | Louisiana State University                                 |
| 2008  | 2    | 49    | Richard Hendrix      | University of Alabama                                      |
| 2007  | 1    | 18    | Marco Belinelli      |                                                            |
| 2007  | 2    | 36    | Jermareo Davidson    | University of Alabama                                      |
| 2007  | 2    | 46    | Stéphane Lasme       | University of Massachusetts Amherst                        |
| 2006  | 1    | 9     | Patrick O'Bryant     | Bradley University                                         |
| 2006  | 2    | 38    | Kosta Perovic        |                                                            |
| 2005  | 1    | 9     | Ike Diogu            | Arizona State University                                   |
| 2005  | 2    | 40    | Monta Ellis          |                                                            |
| 2005  | 2    | 42    | Chris Taft           | University of Pittsburgh                                   |
| 2004  | 1    | 11    | Andris Biedrins      |                                                            |
| 2003  | 1    | 11    | Mickael Pietrus      |                                                            |
| 2003  | 2    | 40    | Derrick Zimmerman    | Mississippi State University                               |
| 2002  | 1    | 3     | Mike Dunleavy Jr.    | Duke University                                            |
| 2002  | 2    | 29    | Steve Logan          | University of Cincinnati                                   |
| 2001  | 1    | 5     | Jason Richardson     | Michigan State University                                  |
| 2001  | 1    | 14    | Troy Murphy          | University of Notre Dame                                   |
| 2001  | 2    | 30    | Gilbert Arenas       | University of Arizona                                      |
| 2000  | 2    | 55    | Chris Porter         | Auburn University                                          |
| 1999  | 1    | 21    | Jeff Foster          | Texas State University                                     |
| 1999  | 2    | 56    | Tim Young            | Stanford University                                        |
| 1998  | 1    | 5     | Vince Carter         | University of North Carolina                               |
| 1997  | 1    | 8     | Adonal Foyle         | Colgate University                                         |
| 1997  | 2    | 37    | Marc Jackson         | Temple University                                          |
| 1996  | 1    | 11    | Todd Fuller          | North Carolina State University                            |
| 1996  | 2    | 40    | Marcus Mann          | Mississippi Valley State University                        |
| 1995  | 1    | 1     | Joe Smith            | University of Maryland                                     |
| 1995  | 2    | 34    | Andrew DeClercq      | University of Florida                                      |
| 1995  | 2    | 40    | Dwayne Whitfield     | Jackson State University                                   |
| 1995  | 2    | 50    | Martin Lewis         | Seward County Community College                            |
| 1995  | 2    | 55    | Michael McDonald     | University of New Orleans                                  |
| 1994  | 1    | 16    | Clifford Rozier      | University of Louisville                                   |
| 1994  | 2    | 39    | Anthony Miller       | Michigan State University                                  |
| 1994  | 2    | 45    | Dwayne Morton        | University of Louisville                                   |
| 1993  | 1    | 3     | Penny Hardaway       | University of Memphis                                      |
| 1993  | 2    | 34    | Darnell Mee          | Western Kentucky University                                |
| 1992  | 1    | 24    | Latrell Sprewell     | University of Alabama                                      |
| 1992  | 2    | 43    | Sasha Danilovic      |                                                            |
| 1992  | 2    | 50    | Matt Fish            | University of North Carolina at Wilmington                 |
| 1991  | 1    | 16    | Chris Gatling        | Old Dominion University                                    |
| 1991  | 1    | 17    | Victor Alexander     | Iowa State University                                      |
| 1991  | 1    | 25    | Shaun Vandiver       | University of Colorado                                     |
| 1991  | 2    | 43    | Lamont Strothers     | Christopher Newport University                             |
| 1990  | 1    | 11    | Tyrone Hill          | Xavier University                                          |
| 1990  | 2    | 28    | Les Jepsen           | University of Iowa                                         |
| 1990  | 2    | 34    | Kevin Pritchard      | University of Kansas                                       |
| 1989  | 1    | 14    | Tim Hardaway         | University of Texas at El Paso                             |
| 1988  | 1    | 5     | Mitch Richmond       | Kansas State University                                    |
| 1988  | 2    | 41    | Keith Smart          | Indiana University                                         |
| 1987  | 1    | 14    | Tellis Frank         | Western Kentucky University                                |
| 1987  | 3    | 58    | Darryl Johnson       | Michigan State University                                  |
| 1987  | 4    | 83    | Benny Bolton         | North Carolina State University                            |
| 1987  | 5    | 105   | Terry Williams       | Southern Methodist University                              |
| 1987  | 6    | 127   | Sarunas Marciulionis |                                                            |
| 1987  | 7    | 152   | Ronnie Leggette      | West Virginia State University                             |
| 1986  | 1    | 3     | Chris Washburn       | North Carolina State University                            |
| 1986  | 3    | 51    | Mike Williams        | Bradley University                                         |
| 1986  | 3    | 59    | Wendell Alexis       | Syracuse University                                        |
| 1986  | 4    | 75    | Dan Bingenheimer     | University of Missouri                                     |
| 1986  | 5    | 97    | Clinton Smith        | Cleveland State University                                 |
| 1986  | 6    | 121   | Bobby Lee Hurt       | University of Alabama                                      |
| 1986  | 7    | 143   | Steve Kenilvort      | Santa Clara University                                     |
| 1985  | 1    | 7     | Chris Mullin         | St. John's University                                      |
| 1985  | 2    | 42    | Bobby Hurt           | University of Alabama                                      |
| 1985  | 3    | 49    | Brad Wright          | University of California, Los Angeles                      |
| 1985  | 4    | 71    | Luster Goodwin       | University of Texas at El Paso                             |
| 1985  | 5    | 95    | Greg Cavener         | University of Missouri                                     |
| 1985  | 6    | 117   | Gerald Crosby        | University of Georgia                                      |
| 1985  | 7    | 141   | Eric Boyd            | North Carolina Agricultural and Technical State University |
| 1984  | 2    | 30    | Steve Burtt          | Iona College                                               |
| 1984  | 2    | 31    | Jay Murphy           | Boston College                                             |
| 1984  | 2    | 35    | Othell Wilson        | University of Virginia                                     |
| 1984  | 2    | 45    | Gary Plummer         | Boston University                                          |
| 1984  | 3    | 55    | Lewis Jackson        | Alabama State University                                   |
| 1984  | 5    | 101   | Steve Bartek         | Doane College                                              |
| 1984  | 5    | 110   | Scott McCollum       | Pepperdine University                                      |
| 1984  | 6    | 123   | Tony Martin          | University of Wyoming                                      |
| 1984  | 7    | 147   | Cliff Higgins        | California State University, Northridge                    |
| 1984  | 8    | 169   | Paul Brozovich       | University of Nevada, Las Vegas                            |
| 1984  | 9    | 192   | Mitch Arnold         | California State University, Fresno                        |
| 1984  | 10   | 213   | Tim Bell             | University of California, Riverside                        |
| 1983  | 1    | 6     | Russell Cross        | Purdue University                                          |
| 1983  | 2    | 43    | Pace Mannion         | University of Utah                                         |
| 1983  | 3    | 53    | Mike Holton          | University of California, Los Angeles                      |
| 1983  | 4    | 77    | Peter Thibeaux       | Saint Mary's College of California                         |
| 1983  | 5    | 99    | Greg Hines           | Hampton University                                         |
| 1983  | 6    | 123   | Tom Heywood          | Weber State University                                     |
| 1983  | 7    | 145   | Peter Williams       | University of Utah                                         |
| 1983  | 8    | 169   | Doug Harris          | Central Washington University                              |
| 1983  | 9    | 190   | Greg Goorjiam        | Loyola Marymount University                                |
| 1983  | 10   | 212   | Michael Zeno         | California State University, Long Beach                    |
| 1982  | 1    | 14    | Lester Conner        | Oregon State University                                    |
| 1982  | 2    | 35    | Derek Smith          | University of Louisville                                   |
| 1982  | 2    | 38    | Wayne Sappleton      | Loyola University of Chicago                               |
| 1982  | 3    | 60    | Chris Engler         | University of Wyoming                                      |
| 1982  | 4    | 83    | Ken Stancell         | Virginia Commonwealth University                           |
| 1982  | 5    | 106   | Albert Irving        | Alcorn State University                                    |
| 1982  | 6    | 129   | David Vann           | Saint Mary's College of California                         |
| 1982  | 7    | 152   | Matt Waldron         | University of the Pacific                                  |
| 1982  | 8    | 175   | Mark King            | Florida Southern College                                   |
| 1982  | 9    | 198   | Nick Morken          | University of Tennessee                                    |
| 1982  | 10   | 219   | Randy Whieldon       | University of California, Irvine                           |
| 1981  | 2    | 33    | Sam Williams         | Arizona State University                                   |
| 1981  | 3    | 56    | Carlton Neverson     | University of Pittsburgh                                   |
| 1981  | 4    | 76    | Lewis Lloyd          | Drake University                                           |
| 1981  | 4    | 80    | Terry Adolph         | West Texas A&M University                                  |
| 1981  | 5    | 102   | Hank McDowell        | University of Memphis                                      |
| 1981  | 6    | 126   | Carter Scott         | Ohio State University                                      |
| 1981  | 7    | 148   | Robby Dosty          | University of Arizona                                      |
| 1981  | 8    | 171   | Yasutaka Okayama     |                                                            |
| 1981  | 9    | 192   | Doug Murrey          | San Jose State University                                  |
| 1981  | 10   | 213   | Barry Brooks         | University of Southern California                          |
| 1980  | 1    | 1     | Joe Barry Carroll    | Purdue University                                          |
| 1980  | 1    | 13    | Rickey Brown         | Mississippi State University                               |
| 1980  | 2    | 24    | Larry Smith          | Alcorn State University                                    |
| 1980  | 2    | 25    | Jeff Ruland          | Iona College                                               |
| 1980  | 3    | 49    | John Virgil          | University of North Carolina                               |
| 1980  | 4    | 71    | Robert Scott         | University of Alabama                                      |
| 1980  | 5    | 95    | Don Carlino          | University of Southern California                          |
| 1980  | 6    | 117   | Neil Bresnahan       | University of Illinois at Urbana–Champaign                 |
| 1980  | 7    | 141   | Lorenzo Romar        | University of Washington                                   |
| 1980  | 8    | 162   | Kurt Kanaskie        | La Salle University                                        |
| 1980  | 9    | 182   | Billy Reid           | University of San Francisco                                |
| 1980  | 10   | 200   | Tim Higgins          | University of Nebraska at Kearney                          |
| 1979  | 2    | 28    | Danny Salisbury      | University of Texas-Pan American                           |
| 1979  | 3    | 54    | Cheese Johnson       | Wichita State University                                   |
| 1979  | 4    | 75    | Ron Ripley           | University of Wisconsin-Green Bay                          |
| 1979  | 4    | 82    | Jerry Sichting       | Purdue University                                          |
| 1979  | 5    | 96    | George Lett          | Centenary College of Louisiana                             |
| 1979  | 6    | 118   | Jim Mitchem          | DePaul University                                          |
| 1979  | 7    | 137   | Ren Watson           | Virginia Commonwealth University                           |
| 1979  | 8    | 155   | Mario Butler         | Briar Cliff University                                     |
| 1979  | 9    | 175   | Gene Ransom          | University of California                                   |
| 1979  | 10   | 192   | Kevin Heenan         | California State University, Fullerton                     |
| 1978  | 1    | 5     | Purvis Short         | Jackson State University                                   |
| 1978  | 1    | 22    | Raymond Townsend     | University of California, Los Angeles                      |
| 1978  | 2    | 40    | Wayne Cooper         | University of New Orleans                                  |
| 1978  | 3    | 56    | Steve Neff           | Southern Nazarene University                               |
| 1978  | 4    | 77    | Derrick Jackson      | Georgetown University                                      |
| 1978  | 5    | 101   | Bubba Wilson         | Western Carolina University                                |
| 1978  | 6    | 122   | Buzz Hartnett        | University of San Diego                                    |
| 1978  | 7    | 142   | Rick Bernard         | Saint Mary's College of California                         |
| 1978  | 8    | 163   | Tony Searcy          | Appalachian State University                               |
| 1978  | 9    | 179   | Bobby Humbles        | Bradley University                                         |
| 1978  | 10   | 193   | Mike Muff            | Murray State University                                    |
| 1977  | 1    | 16    | Rickey Green         | University of Michigan                                     |
| 1977  | 1    | 18    | Wesley Cox           | University of Louisville                                   |
| 1977  | 2    | 38    | Ricky Love           | University of Alabama at Huntsville                        |
| 1977  | 3    | 60    | Marlon Redmond       | University of San Francisco                                |
| 1977  | 4    | 82    | Roy Smith            | Kentucky State University                                  |
| 1977  | 4    | 87    | Leartha Scott        | University of Wisconsin-Parkside                           |
| 1977  | 5    | 104   | Ray Epps             | Norfolk State University                                   |
| 1977  | 6    | 126   | Jack Phelan          | Saint Francis University                                   |
| 1977  | 7    | 146   | Jerry Thurston       | Mercer University                                          |
| 1977  | 8    | 165   | Ricky Marsh          | Manhattan College                                          |
| 1976  | 1    | 8     | Robert Parish        | Centenary College of Louisiana                             |
| 1976  | 1    | 17    | Sonny Parker         | Texas A&M University                                       |
| 1976  | 2    | 34    | Marshall Rogers      | University of Texas-Pan American                           |
| 1976  | 4    | 68    | Jeff Fosnes          | Vanderbilt University                                      |
| 1976  | 5    | 86    | Carl Bird            | University of California                                   |
| 1976  | 6    | 91    | Duane Barnett        | Stanford University                                        |
| 1976  | 6    | 104   | Gene Cunningham      | Norfolk State University                                   |
| 1976  | 7    | 122   | Jesse Campbell       | Mercyhurst College                                         |
| 1976  | 8    | 140   | Stan Boskovich       | West Virginia University                                   |
| 1976  | 9    | 157   | Howard Smith         | University of San Francisco                                |
| 1976  | 10   | 173   | Ken Smith            | San Diego State University                                 |
| 1975  | 1    | 14    | Joe Bryant           | La Salle University                                        |
| 1975  | 2    | 20    | Gus Williams         | University of Southern California                          |
| 1975  | 3    | 40    | Otis Johnson         | Stetson University                                         |
| 1975  | 3    | 51    | Robert Hawkins       | Illinois State University                                  |
| 1975  | 4    | 69    | Billy Taylor         | La Salle University                                        |
| 1975  | 5    | 87    | Larry Pounds         | University of Washington                                   |
| 1975  | 6    | 105   | Tony Styles          | University of San Francisco                                |
| 1975  | 7    | 123   | Stan Boyer           | University of Wyoming                                      |
| 1975  | 8    | 141   | Mike Rozenski        | Saint Mary's College of California                         |
| 1975  | 9    | 157   | Scott Trobbe         | Stanford University                                        |
| 1975  | 10   | 171   | Maurice Harper       | Saint Mary's College of California                         |
| 1974  | 1    | 11    | Jamaal Wilkes        | University of California, Los Angeles                      |
| 1974  | 2    | 29    | Phil Smith           | University of San Francisco                                |
| 1974  | 3    | 47    | Frank Kendrick       | Purdue University                                          |
| 1974  | 4    | 65    | Willie Biles         | University of Tulsa                                        |
| 1974  | 5    | 83    | Steve Erickson       | Oregon State University                                    |
| 1974  | 6    | 101   | John Errecart        | University of the Pacific                                  |
| 1974  | 7    | 119   | Brady Allen          | University of California                                   |
| 1974  | 8    | 137   | Clarence Allen       | University of California, Santa Barbara                    |
| 1974  | 9    | 155   | Carl Meier           | University of California                                   |
| 1974  | 10   | 172   | Marvin Buckley       | University of Nevada, Reno                                 |
| 1973  | 1    | 11    | Kevin Joyce          | University of South Carolina                               |
| 1973  | 2    | 29    | Derrek Dickey        | University of Cincinnati                                   |
| 1973  | 3    | 46    | Jim Retseck          | Auburn University                                          |
| 1973  | 4    | 63    | Ron King             | Florida State University                                   |
| 1973  | 5    | 80    | Nate Stephens        | California State University, Long Beach                    |
| 1973  | 6    | 97    | Bob Lauriski         | Utah State University                                      |
| 1973  | 7    | 114   | Steve Smith          | Loyola Marymount University                                |
| 1973  | 8    | 131   | Jeff Dawson          | University of Illinois at Urbana–Champaign                 |
| 1973  | 9    | 146   | Everett Fopma        | Idaho State University                                     |
| 1973  | 10   | 160   | Fred Lavoroni        | Santa Clara University                                     |
| 1972  | 3    | 43    | Bill Chamberlain     | University of North Carolina                               |
| 1972  | 4    | 60    | John Tschogl         | University of California, Santa Barbara                    |
| 1972  | 5    | 76    | Charles Dudley       | University of Washington                                   |
| 1972  | 6    | 93    | Henry Bacon          | University of Louisville                                   |
| 1972  | 7    | 110   | William Franklin     | Purdue University                                          |
| 1972  | 8    | 126   | John Burks           | University of San Francisco                                |
| 1972  | 9    | 141   | Bill Duey            | University of California                                   |
| 1971  | 1    | 8     | Darnell Hillman      | San Jose State University                                  |
| 1971  | 4    | 59    | Greg Gary            | St. Bonaventure University                                 |
| 1971  | 5    | 76    | Odis Allison         | University of Nevada, Las Vegas                            |
| 1971  | 6    | 93    | Charles Johnson      | University of California                                   |
| 1971  | 7    | 110   | Ken May              | University of Dayton                                       |
| 1971  | 8    | 127   | Jim Haderlein        | Loyola Marymount University                                |
| 1971  | 9    | 143   | Clarence Smith       | Villanova University                                       |
| 1971  | 10   | 159   | Bill Drosdiak        | University of Oregon                                       |

### Warriors de San Francisco (1962-1970)

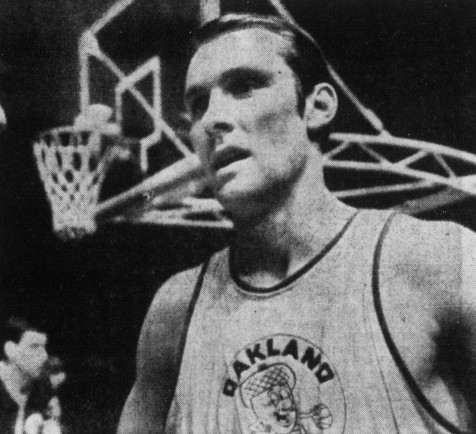
Rick Barry, sélectionné en 1965.

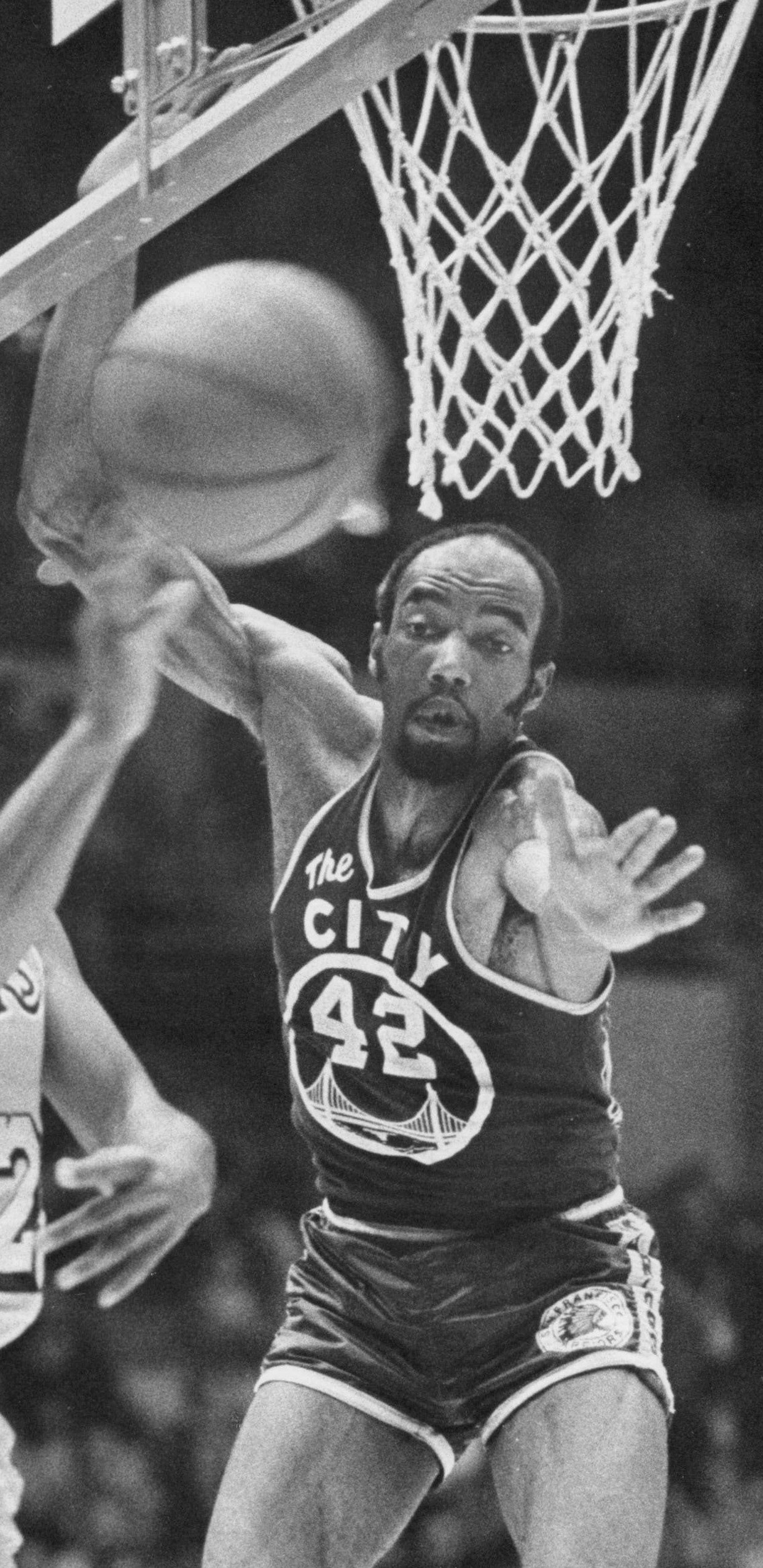
Nate Thurmond, sélectionné en 1963.

| Année | Tour | Choix | Nom du joueur    | Provenance                                 |
| ----- | ---- | ----- | ---------------- | ------------------------------------------ |
| 1970  | 3    | 36    | Earle Higgins    | Eastern Michigan University                |
| 1970  | 4    | 53    | Ralph Ogden      | Santa Clara University                     |
| 1970  | 5    | 70    | Levi Fontaine    | University of Maryland Eastern Shore       |
| 1970  | 6    | 87    | Vic Bartolome    | Oregon State University                    |
| 1970  | 7    | 104   | Joe Bergman      | Creighton University                       |
| 1970  | 8    | 121   | Jeff Sewell      | Marquette University                       |
| 1970  | 9    | 138   | Lou Small        | University of Nevada, Reno                 |
| 1970  | 10   | 155   | Coby Dietrick    | San Jose State University                  |
| 1969  | 1    | 7     | Bob Portman      | Creighton University                       |
| 1969  | 2    | 22    | Ed Siudet        | College of the Holy Cross                  |
| 1969  | 3    | 36    | Tom Hagan        | Vanderbilt University                      |
| 1969  | 4    | 50    | Lee Lafayette    | Michigan State University                  |
| 1969  | 5    | 64    | Willie Wise      | Drake University                           |
| 1969  | 6    | 78    | Dan Obravak      | University of Dayton                       |
| 1969  | 7    | 92    | Pat Foley        | University of the Pacific                  |
| 1969  | 8    | 106   | Steve Rippe      | University of California, Santa Barbara    |
| 1969  | 9    | 120   | Greg Reed        | California State University, Sacramento    |
| 1969  | 10   | 134   | Dick Chapman     | San Francisco State University             |
| 1969  | 11   | 148   | Rich Holmberg    | Saint Mary's College of California         |
| 1969  | 12   | 161   | Joe Callahan     | San Francisco State University             |
| 1968  | 1    | 9     | Ron Williams     | West Virginia University                   |
| 1968  | 3    | 29    | Donald Sidle     | University of Oklahoma                     |
| 1968  | 4    | 43    | Edgar Lacy       | University of California, Los Angeles      |
| 1968  | 5    | 57    | Jim Eakins       | Brigham Young University                   |
| 1968  | 6    | 71    | Bob Allen        | Marshall University                        |
| 1968  | 7    | 85    | Dave Reasor      | West Virginia University                   |
| 1968  | 8    | 99    | Walt Platkowski  | Bowling Green State University             |
| 1968  | 9    | 113   | Art Wilmore      | University of San Francisco                |
| 1968  | 10   | 127   | Bob Heaney       | Santa Clara University                     |
| 1968  | 11   | 140   | Jerry Chandler   | University of Nevada, Las Vegas            |
| 1968  | 12   | 153   | Bob Wolfe        | University of California                   |
| 1967  | 1    | 10    | Dave Lattin      | University of Texas at El Paso             |
| 1967  | 3    | 27    | Bill Turner      | University of Akron                        |
| 1967  | 4    | 39    | Bobby Lewis      | University of North Carolina               |
| 1967  | 5    | 51    | Bob Lynn         | University of California, Los Angeles      |
| 1967  | 6    | 63    | Dale Schlueter   | Colorado State University                  |
| 1967  | 7    | 75    | Sonny Bustion    | Colorado State University                  |
| 1967  | 8    | 87    | Bob Krulish      | University of the Pacific                  |
| 1967  | 9    | 98    | Richard Dean     | Syracuse University                        |
| 1967  | 10   | 109   | Joe Galbo        | San Francisco State University             |
| 1967  | 11   | 119   | Bill Morgan      | University of New Mexico                   |
| 1967  | 12   | 130   | David Fox        | University of the Pacific                  |
| 1966  | 1    | 3     | Clyde Lee        | Vanderbilt University                      |
| 1966  | 2    | 13    | Joe Ellis        | University of San Francisco                |
| 1966  | 3    | 23    | Stephen Chubin   | University of Rhode Island                 |
| 1966  | 4    | 33    | Stephen Vacendak | Duke University                            |
| 1966  | 5    | 43    | Tom Kerwin       | Centenary College of Louisiana             |
| 1966  | 6    | 53    | Jim Pitts        | Northwestern University                    |
| 1966  | 7    | 62    | Lon Hughey       | California State University, Fresno        |
| 1966  | 8    | 71    | Ken Washington   | University of California, Los Angeles      |
| 1965  | 1    | 1     | Fred Hetzel      | Davidson College                           |
| 1965  | 1    | 2     | Rick Barry       | University of Miami                        |
| 1965  | 2    | 9     | Will Frazier     | Grambling State University                 |
| 1965  | 3    | 18    | Keith Erickson   | University of California, Los Angeles      |
| 1965  | 4    | 27    | Warren Rustand   | University of Arizona                      |
| 1965  | 5    | 36    | Eddie Jackson    | Oklahoma City University                   |
| 1965  | 6    | 45    | Jim Jarvis       | Oregon State University                    |
| 1965  | 7    | 54    | Dan Wolters      | University of California                   |
| 1965  | 8    | 62    | Willie Cotton    | Central State University                   |
| 1964  | 1    | 6     | Barry Kramer     | New York University                        |
| 1964  | 2    | 14    | Bud Koper        | Oklahoma City University                   |
| 1964  | 3    | 23    | McCoy McLemore   | Drake University                           |
| 1964  | 4    | 32    | Gene Elmore      | Southern Methodist University              |
| 1964  | 5    | 41    | Roger Suttner    | Kansas State University                    |
| 1964  | 6    | 50    | Ray Carey        | University of Missouri                     |
| 1964  | 7    | 59    | David Lee        | University of San Francisco                |
| 1964  | 8    | 68    | Bob Garibaldi    | Santa Clara University                     |
| 1964  | 9    | 75    | Camden Wail      | University of California                   |
| 1964  | 10   | 82    | Jeff Cartwright  | Chapman University                         |
| 1963  | 1    | 3     | Nate Thurmond    | Bowling Green State University             |
| 1963  | 2    | 11    | Gary Hill        | Oklahoma City University                   |
| 1963  | 3    | 20    | Steve Gray       | Saint Mary's College of California         |
| 1963  | 4    | 29    | Dave Downey      | University of Illinois at Urbana–Champaign |
| 1963  | 5    | 38    | Don Turner       | Southwestern College                       |
| 1963  | 6    | 47    | Gene Shields     | Santa Clara University                     |
| 1963  | 7    | 56    | Don Clemetson    | Stanford University                        |
| 1963  | 8    | 65    | Harry Dinnell    | Pepperdine University                      |
| 1963  | 9    | 70    | Chuck White      | University of Idaho                        |
| 1962  | 1    | 5     | Wayne Hightower  | University of Kansas                       |
| 1962  | 2    | 14    | Hubie White      | Villanova University                       |
| 1962  | 3    | 23    | Dave Fedor       | Florida State University                   |
| 1962  | 4    | 32    | Garry Roggenburk | University of Dayton                       |
| 1962  | 5    | 41    | Jack Jackson     | Virginia Union University                  |
| 1962  | 6    | 50    | Jim Hudock       | University of North Carolina               |
| 1962  | 7    | 59    | Howie Montgomery | University of Texas-Pan American           |
| 1962  | 8    | 67    | Bill Kirvin      | Xavier University                          |
| 1962  | 9    | 76    | Tom Kiefer       | Saint Louis University                     |
| 1962  | 10   | 84    | Ken McComb       | University of North Carolina               |
| 1962  | 11   | 89    | Donnie Walsh     | University of North Carolina               |
| 1962  | 12   | 92    | Charles Warren   | University of Oregon                       |

### Warriors de Philadelphie (1947-1961)

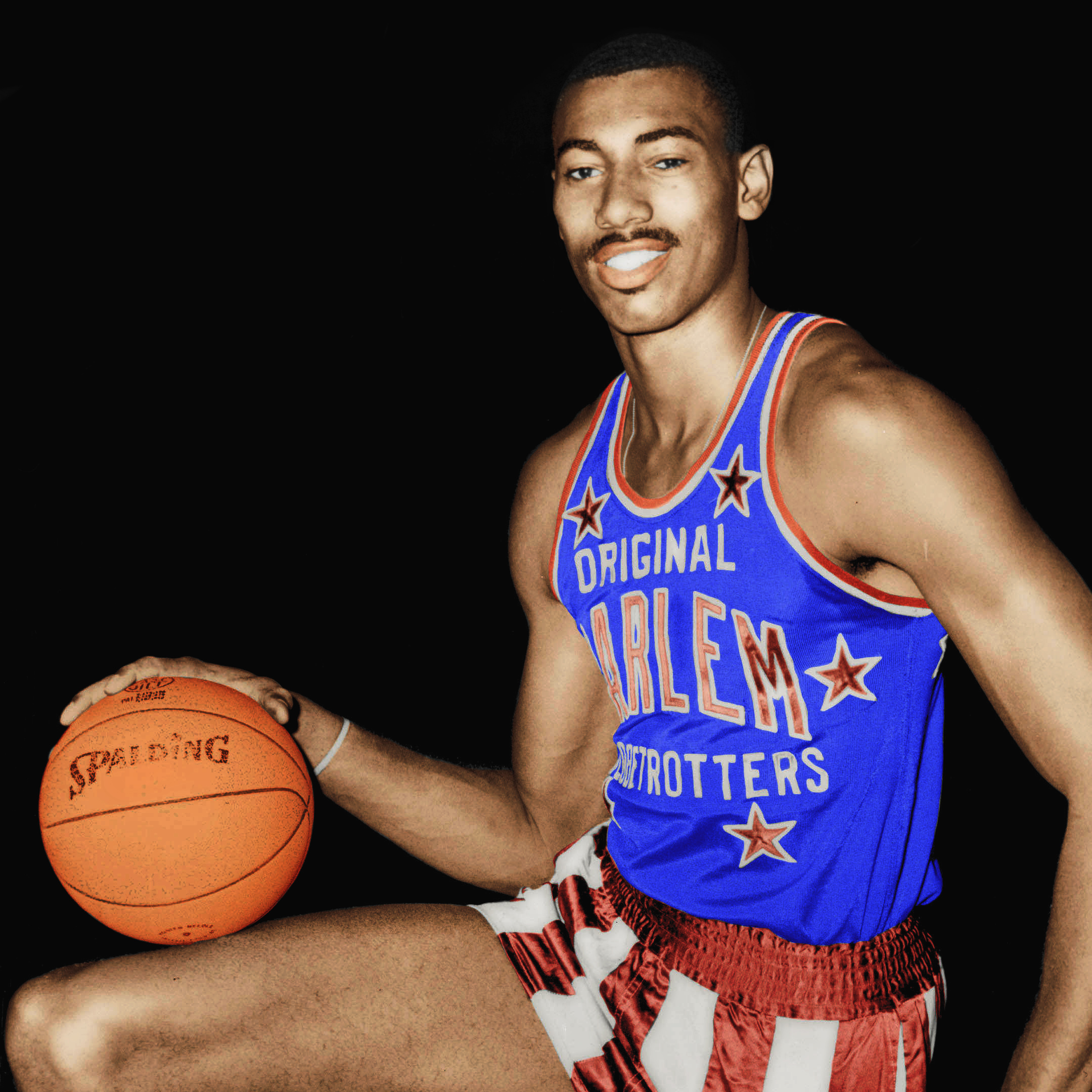
Wilt Chamberlain, sélectionné en 1959.

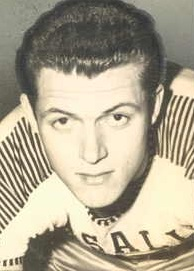
Tom Gola, sélectionné en 1955.

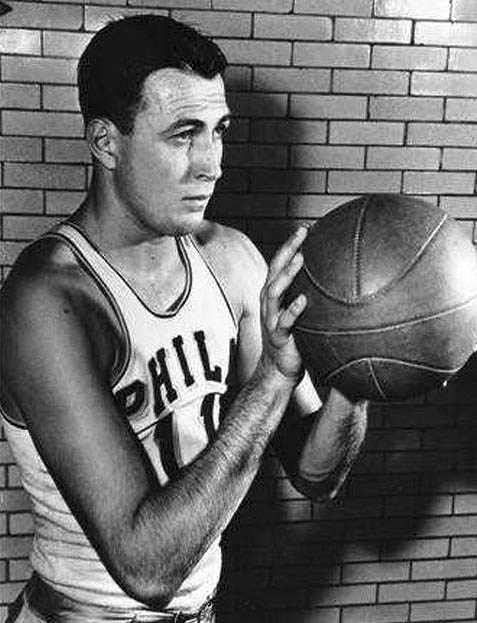
Paul Arizin, sélectionné en 1950.

| Année | Tour             | Choix | Nom du joueur     | Provenance                                                 |
| ----- | ---------------- | ----- | ----------------- | ---------------------------------------------------------- |
| 1961  | 1                | 7     | Tom Meschery      | Saint Mary's College of California                         |
| 1961  | 2                | 15    | Ted Luckenbill    | University of Houston                                      |
| 1961  | 3                | 29    | Jack Egan         | Saint Joseph's University                                  |
| 1961  | 4                | 38    | John Tidwell      | University of Michigan                                     |
| 1961  | 5                | 47    | Bruce Spraggins   | Virginia Union University                                  |
| 1961  | 6                | 56    | Dick Goldberg     | University of Southern Mississippi                         |
| 1961  | 7                | 65    | Charles McNeil    | University of Maryland                                     |
| 1961  | 8                | 74    | Larry Swift       | Truman State University                                    |
| 1961  | 10               | 89    | Leo Hill          | University of California, Los Angeles                      |
| 1961  | 11               | 97    | Corky Whitrow     | Georgetown College                                         |
| 1960  | 1                | 7     | Al Bunge          | University of Maryland                                     |
| 1960  | 2                | 15    | Pickles Kennedy   | Temple University                                          |
| 1960  | 3                | 23    | Bob Mealy         | Manhattan College                                          |
| 1960  | 4                | 31    | Charley Sharp     | Texas State University                                     |
| 1960  | 5                | 39    | Al Attles         | North Carolina Agricultural and Technical State University |
| 1960  | 6                | 47    | Jim Brangan       | Princeton University                                       |
| 1960  | 7                | 55    | Bob Clarke        | Saint Joseph's University                                  |
| 1960  | 8                | 62    | George Raveling   | Villanova University                                       |
| 1960  | 9                | 69    | Joe Gallo         | Saint Joseph's University                                  |
| 1959  | Territorial pick |       | Wilt Chamberlain  | University of Kansas                                       |
| 1959  | 2                | 9     | Joe Ruklick       | Northwestern University                                    |
| 1959  | 3                | 17    | Jim Hickaday      | University of Memphis                                      |
| 1959  | 4                | 25    | Ron Stevenson     | Texas Christian University                                 |
| 1959  | 5                | 33    | Bill Telasky      | George Washington University                               |
| 1959  | 6                | 41    | Joe Spratt        | Saint Joseph's University                                  |
| 1959  | 7                | 49    | Joe Ryan          | Villanova University                                       |
| 1959  | 8                | 56    | Dave Gunther      | University of Iowa                                         |
| 1959  | 9                | 62    | Carl Belz         | Princeton University                                       |
| 1959  | 10               | 68    | Tony Sellari      | Lenoir-Rhyne College                                       |
| 1959  | 11               | 74    | Phil Warren       | Northwestern University                                    |
| 1958  | T                |       | Guy Rodgers       | Temple University                                          |
| 1958  | 2                | 12    | Lloyd Sharrar     | West Virginia University                                   |
| 1958  | 3                | 20    | Frank Howard      | Ohio State University                                      |
| 1958  | 4                | 28    | Temple Tucker     | Rice University                                            |
| 1958  | 5                | 36    | Don Ohl           | University of Illinois at Urbana–Champaign                 |
| 1958  | 6                | 44    | Bucky Allen       | Duke University                                            |
| 1958  | 7                | 52    | Jay Norman        | Temple University                                          |
| 1958  | 8                | 60    | Tom Brennan       | Villanova University                                       |
| 1958  | 9                | 67    | Nick Davis        | University of Maryland                                     |
| 1958  | 10               | 72    | Larry Hedden      | Michigan State University                                  |
| 1957  | 1                | 6     | Lennie Rosenbluth | University of North Carolina                               |
| 1957  | 2                | 14    | Jack Sullivan     | Mount St. Mary's University                                |
| 1957  | 3                | 22    | Angelo Lombardo   | Manhattan College                                          |
| 1957  | 4                | 30    | Ray Radziszewski  | Saint Joseph's University                                  |
| 1957  | 5                | 38    | Jim Radcliffe     | Lafayette College                                          |
| 1957  | 6                | 46    | Alonzo Lewis      | La Salle University                                        |
| 1957  | 7                | 53    | Max Jameson       | Kentucky State University                                  |
| 1957  | 8                | 60    | Woody Sauldsberry | Texas Southern University                                  |
| 1957  | 9                | 67    | Steve Hamilton    | Morehead State University                                  |
| 1957  | 10               | 73    | Jerry Calvert     | University of Kentucky                                     |
| 1957  |                  |       | Jerry Gibson      |                                                            |
| 1956  | 1                | 7     | Hal Lear          | Temple University                                          |
| 1956  |                  |       | Max Anderson      | University of Oregon                                       |
| 1956  |                  |       | Joe Belmont       | Duke University                                            |
| 1956  |                  |       | Ronald Clark      | Springfield College                                        |
| 1956  |                  |       | John Fannon       | University of Notre Dame                                   |
| 1956  |                  |       | Bevo Francis      | University of Rio Grande                                   |
| 1956  |                  |       | Phil Rollins      | University of Louisville                                   |
| 1956  |                  |       | Phil Wheeler      | University of Cincinnati                                   |
| 1956  |                  |       | Mickey Winograd   | Duquesne University                                        |
| 1955  | T                |       | Tom Gola          | La Salle University                                        |
| 1955  | 2                | 9     | Walter Devlin     | George Washington University                               |
| 1955  | 3                | 17    | Bob Schafer       | Villanova University                                       |
| 1955  | 4                | 25    | Ed Wiener         | University of Tennessee                                    |
| 1955  | 5                | 33    | Jack Devine       | Villanova University                                       |
| 1955  | 6                |       | George Swyers     | West Virginia University Institute of Technology           |
| 1955  | 7                |       | Harry Silcox      | Temple University                                          |
| 1955  | 8                |       | Al Didriksen      | Temple University                                          |
| 1955  | 9                |       | Lester Lane       | University of Oklahoma                                     |
| 1955  | 10               |       | Jerry Koch        | Saint Louis University                                     |
| 1954  | 1                | 3     | Gene Shue         | University of Maryland                                     |
| 1954  | 2                | 12    | Larry Costello    | Niagara University                                         |
| 1954  | 3                | 21    | Ben Peters        | Benedictine College                                        |
| 1954  | 4                | 30    | Chuck Noble       | University of Louisville                                   |
| 1954  | 5                | 39    | Rudy D'Emilio     | Duke University                                            |
| 1954  | 6                | 48    | Len Winogard      | Brandeis University                                        |
| 1954  | 7                | 57    | Bob Brady         | San Diego State University                                 |
| 1954  | 8                | 66    | Bob Hodges        | East Carolina University                                   |
| 1954  | 9                | 75    | Vince Leta        | Lycoming College                                           |
| 1954  | 10               | 83    | Bill Sullivan     | University of Notre Dame                                   |
| 1954  | 11               | 92    | Francis O'Hara    | La Salle University                                        |
| 1954  | 12               | 98    | John Glinski      | State University of New York at Cortland                   |
| 1954  | 13               | 100   | Joe Holup         | George Washington University                               |
| 1953  | T                |       | Ernie Beck        | University of Pennsylvania                                 |
| 1953  | 2                |       | Larry Hennessy    | Villanova University                                       |
| 1953  | 3                |       | Norm Grekin       | La Salle University                                        |
| 1953  | 4                |       | Fred Ihle         | La Salle University                                        |
| 1953  | 5                |       | Eddie Solomon     | West Virginia University Institute of Technology           |
| 1953  | 6                |       | Don Eby           | University of Southern California                          |
| 1953  | 7                |       | Bob Marske        | University of South Dakota                                 |
| 1953  | 8                |       | Bill Dodd         | Colgate University                                         |
| 1953  | 9                |       | Bob Sassone       | St. Bonaventure University                                 |
| 1953  | 10               |       | Toar Hester       | Centenary College of Louisiana                             |
| 1953  | 11               |       | John Doogan       | Saint Joseph's University                                  |
| 1953  | 12               |       | Charles Duffley   | Saint Anselm College                                       |
| 1953  |                  |       | Jack George       | La Salle University                                        |
| 1952  | T                |       | Bill Mlkvy        | Temple University                                          |
| 1952  | 2                |       | Walt Davis        | Texas A&M University                                       |
| 1952  |                  |       | Tom Brennan       | Villanova University                                       |
| 1952  |                  |       | Bob Brown         | University of Louisville                                   |
| 1952  |                  |       | Burr Carlson      | University of Connecticut                                  |
| 1952  |                  |       | Newt Jones        | La Salle University                                        |
| 1952  |                  |       | Nick Kladis       | Loyola University of Chicago                               |
| 1952  |                  |       | Moe Radovich      | University of Wyoming                                      |
| 1952  |                  |       | Don Scanlon       | University of Pennsylvania                                 |
| 1952  |                  |       | Glen Smith        | University of Utah                                         |
| 1952  |                  |       | Ben Stewart       | Villanova University                                       |
| 1951  | 1                | 9     | Don Sunderlage    | University of Illinois at Urbana–Champaign                 |
| 1951  | 2                | 18    | Mel Payton        | Tulane University                                          |
| 1951  | 3                | 28    | Bob Schloss       | University of Georgia                                      |
| 1951  | 4                | 38    | Jud Milhon        | Ohio Wesleyan University                                   |
| 1951  | 5                | 48    | Mike Kearns       | Princeton University                                       |
| 1951  | 6                | 58    | Bob Swails        | University of Indianapolis                                 |
| 1951  | 7                | 68    | George Dempsey    | King's College                                             |
| 1951  | 8                | 77    | James Phelan      | La Salle University                                        |
| 1951  | 9                | 81    | Hugh Faulkner     | Pepperdine University                                      |
| 1951  | 10               | 84    | Paul Gerwin       | Cornell University                                         |
| 1950  | T                |       | Paul Arizin       | Villanova University                                       |
| 1950  | 2                |       | Ed Dahler         | Duquesne University                                        |
| 1950  | 3                |       | Buddy Cate        | Western Kentucky University                                |
| 1950  | 4                |       | Paul Sensky       | Saint Joseph's University                                  |
| 1950  | 5                |       | Ike Borsavage     | Temple University                                          |
| 1950  | 6                |       | Dick Dallmer      | University of Cincinnati                                   |
| 1950  | 7                |       | Charles Northup   | Siena College                                              |
| 1950  | 8                |       | Brooks Ricca      | Villanova University                                       |
| 1950  | 9                |       | Joe Kaufman       | New York University                                        |
| 1950  | 10               |       | Bernie Adams      | Princeton University                                       |
| 1950  | 11               |       | Leo Wolfe         | Villanova University                                       |
| 1950  | 12               |       | Ed Montgomery     | University of Tennessee                                    |
| 1949  | 1                | 5     | Vern Gardner      | University of Utah                                         |
| 1949  | 2                |       | Jim Nolan         | Georgia Institute of Technology                            |
| 1949  | 3                |       | Nelson Bobb       | Temple University                                          |
| 1948  | 1                | 11    | Don Ray           | Western Kentucky University                                |
| 1948  |                  |       | Bill Brown        | University of Maryland                                     |
| 1948  |                  |       | Hugh Compton      | University of Louisville                                   |
| 1948  |                  |       | Joe Nelson        | Brigham Young University                                   |
| 1948  |                  |       | Clint Pace        | Pepperdine University                                      |
| 1948  |                  |       | Roy Pugh          | Southern Methodist University                              |
| 1948  |                  |       | Tom Short         | Kansas Wesleyan                                            |
| 1948  |                  |       | Joe Wahl          | University of Akron                                        |
| 1948  |                  |       | Andy Wolfe        | University of California                                   |
| 1947  | 1                | 6     | Chink Crossin     | University of Pennsylvania                                 |
| 1947  |                  |       | Norman Butz       | Saint Joseph's University                                  |
| 1947  |                  |       | Jim Kaeding       | York College of Pennsylvania                               |
| 1947  |                  |       | Ed Koffenberger   | Duke University                                            |
| 1947  |                  |       | Jim Pollard       | Stanford University                                        |